# 데모스테네스 (장군)

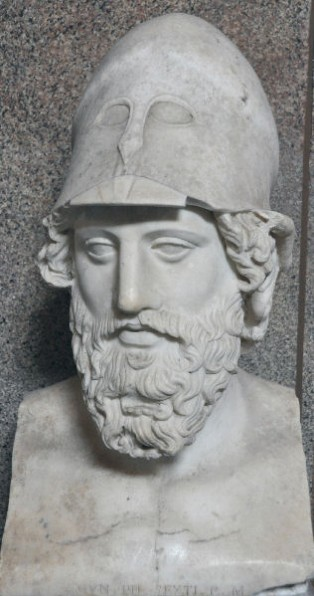

데모스테네스(Dēmosthénēs, Demosthenes ,? - 기원전 413년)는 펠로폰네소스 전쟁 시기의 고대 아테나이의 장군이다.

## 생애

### 초기
데모스테네스의 군 경력이 처음 기록된 것은 기원전 426년 아테나이의 아이톨리아 침공을 이끈 때였다. 이 시도는 실패로 끝났다. 데모스테네스는 120명의 아테나이 군인과 프로클레스는 부관을 잃었다. 데모스테네스의 동맹들도 큰 손실을 입었다. 이 손실에 대한 책임을 추궁 당하고 목숨을 잃을 것을 두려워 데모스테네스는 아테나이로 귀환했다. 그러나 같은 해에, 암브라키아가 아카르나니아를 침공하고 아카르나니아 사람들은 당시 20척의 아테나이 함대를 이끌고 이오니아 해 연안 경계를 담당하고 있었던 데모스테네스에게 도움을 요청했다. 데모스테네스는 올파이에 상륙하여 암브라키아 군의 증원군으로 와 있던 에우릴로코스가 이끄는 스파르타 군을 물리쳤다. 올파이 전투에서 에우릴로코스는 전사했고, 아카르나니아와 암브라키아는 강화 조약에 서명했다.

### 펠로폰네소스 전쟁
기원전 425년 이오니아해의 함대와 계속 행동을 함께했던 데모스테네스는 클레온의 명을 받아 시켈리아(시칠리아)의 반란을 진압하기 위해 아테나이에서 파견된 함대에 합류했다. 그런데 폭풍 때문에 펠로폰네소스반도의 피로스에 상륙하게 되었다. 병사들이 쉴 틈도 없이 데모스테네스는 이곳에서 항구의 요새화를 명하고, 스파르타와 가까운 곳에 아테나이의 강력한 거점을 확보했다. 그동안 스파르타는 근방의 스파크테리아 섬에 군대를 상륙시켰기 때문에, 데모스테네스는 트라시멜리다스와 브라시다스가 이끄는 스파르타 군의 상륙을 저지하기 위해, 부하 병사들을 해안으로 이동시켰다. 스파르타 군의 상륙은 격퇴하였지만, 아테나이 주력 함대(시켈리아로 갔다가 귀로에 오르고 있었다)의 도착이 늦어 스파르타의 함선을 내쫓았다.
한편, 아테나이에서는 스파르타의 사절단이 평화 협상을 시도했다. 그러나 교섭은 좋지 않게 끝났고, 클레온은 스파크테리아 섬 침공을 계획하고 있었던 데모스테네스를 지원하기로 했다. 아테나이 군은 스파크테리아 섬의 공략에 성공했고, 스파르타 세력을 항복시켰는데, 이것은 극히 드문 일이었다.
기원전 424년, 데모스테네스와 히포크라테스는 메가라의 탈취를 시도했지만, 브라시다스가 이끄는 스파르타 군에 패했다. 데모스테네스는 이어 나우파크토스로 진격하여 이곳의 민주파에 의한 혁명을 지원하고 보이오티아 침공에 병력을 모았다. 그러나 데모스테네스와 히포크라테스는 각각의 공격으로 연계를 하지 못한 히포크라테스는 델리온 전투에서 패하여 전사해 버렸다. 한편, 데모스테네스는 시키온을 공격했지만, 그도 패했다.
데모스테네스는 기원전 421년의 《니키아스 강화조약》의 서명자 중 한 사람이었으며, 이로 인해 펠로폰네소스 전쟁의 전반이 끝났다. (이때 동명의 딴사람인 데모스테네스가 스파르타를 대표하여 서명했다.)
기원전 417년, 만티네이아 전투(기원전 418년) 후, 데모스테네스는 에피다우로스에서 아테나이 군 철수를 지휘했다. 데모스테네스는 운동 경기를 개최하였고, 에피다우로스 사람들이 경기에 정신이 팔려 있는 사이에 아테나이 군은 철수했다.

### 시켈리아 원정
기원전 415년 아테나이의 시켈리아 원정 후 스파르타 함대가 동맹자인 시라쿠사이(시라쿠사)를 강화하기 위하여 파견되었으며, 이후 교착 상태가 이어졌다. 기원전 414년 아테나이는 시켈리아 원정의 증원 부대로 데모스테네스와 에우리메돈을 새로 간조한 73척의 함선과 5,000명의 중장보병으로 구성된 함대와 함께 보냈다. 데모스테네스는 아군을 착륙하면 대담하게도 시라쿠사이 세에 야습을 걸었다. 이 공격은 처음에는 잘했지만 결국 아테나이 세력의 통솔은 어지러워져 혼란의 야간전이 되었고, 결국 길리포스가 이끄는 스파르타 군에 치명적인 패배를 당했다.
이 패전 후 아테나이 진영에 전염병이 퍼지고 있는 것을 본 데모스테네스는 즉시 공성전을 포기하고 아테나이로 귀환하고 아티케에 침공해 온 스파르타 세력에 대항해야 한다고 제안했다. 원정군의 총사령관이었던 니키아스는 처음에는 이 제안을 거절하지만, 그러는 동안 스파르타의 증원 부대가 도착했고 마침내는 제안을 받아들였다. 그런데 철수 준비를 하고 있는 사이에 월식이 일어났고, 이를 불길한 징조라고 생각하고 출발은 재조정되었다. 이 지연 때문에 시라쿠사이와 스파르타의 연합군은 항구에서 아테나이 세력을 봉쇄하였고, 계속된 전투에서 에우리메돈은 전사했다.
스파르타 및 시라쿠사군에게 궁지에 몰리고 바다까지 봉쇄된 상황에서 아테나이 군은 다시 바닷길을 뚫기 위해 해전을 감행한다. 하지만 봉쇄된 좁은 해안에서 아테네 해군의 특기인 속도와 충돌을 써보지도 못하고 대패한 후 전투 부대는 다시 육지로 상륙할 수 밖에 없게 되었다. 데모스테네스는 냉정하게 상황 판단을 하고 함선 수에서의 우위를 이용해 재탈출을 시도하고자 하지만, 연패에서 온 두려움으로 병사들은 해상 탈출을 거부한다. 재상륙 후 며칠 동안의 행군을 거쳐 데모스테네스와 니키아스는 군대를 나누어 다른 행동을 취했다. 데모스테네스는 시라쿠사이 세력의 매복에 당해 항복을 강요했다. 그 후 곧 니키아스도 잡혔다. 길리포스는 데모스테네스와 니키아스를 포로로 스파르타에 데려가려고 생각하고, 양자를 죽이지 않도록 명령하고 있었지만, 이 명령에 반해 두 사람은 처형되었다.

## 희극
아리스토파네스의 기원전 424년 희극 《기사》(고대 그리스어: Ἱππεῖς, Hippeîs, The Knights)에는 데모스테네스가 등장한다. 이 데모스테네스는 니키아스와 함께 클레온을 연상시키는 "파플라고니아 사람"을 쫓아 버리는 노예로 등장한다. 이 극중 인물은 실재한 아리스토파네스와 동시대의 인물들이다.